# 第一代從男爵羅伯特·帕爾克爵士

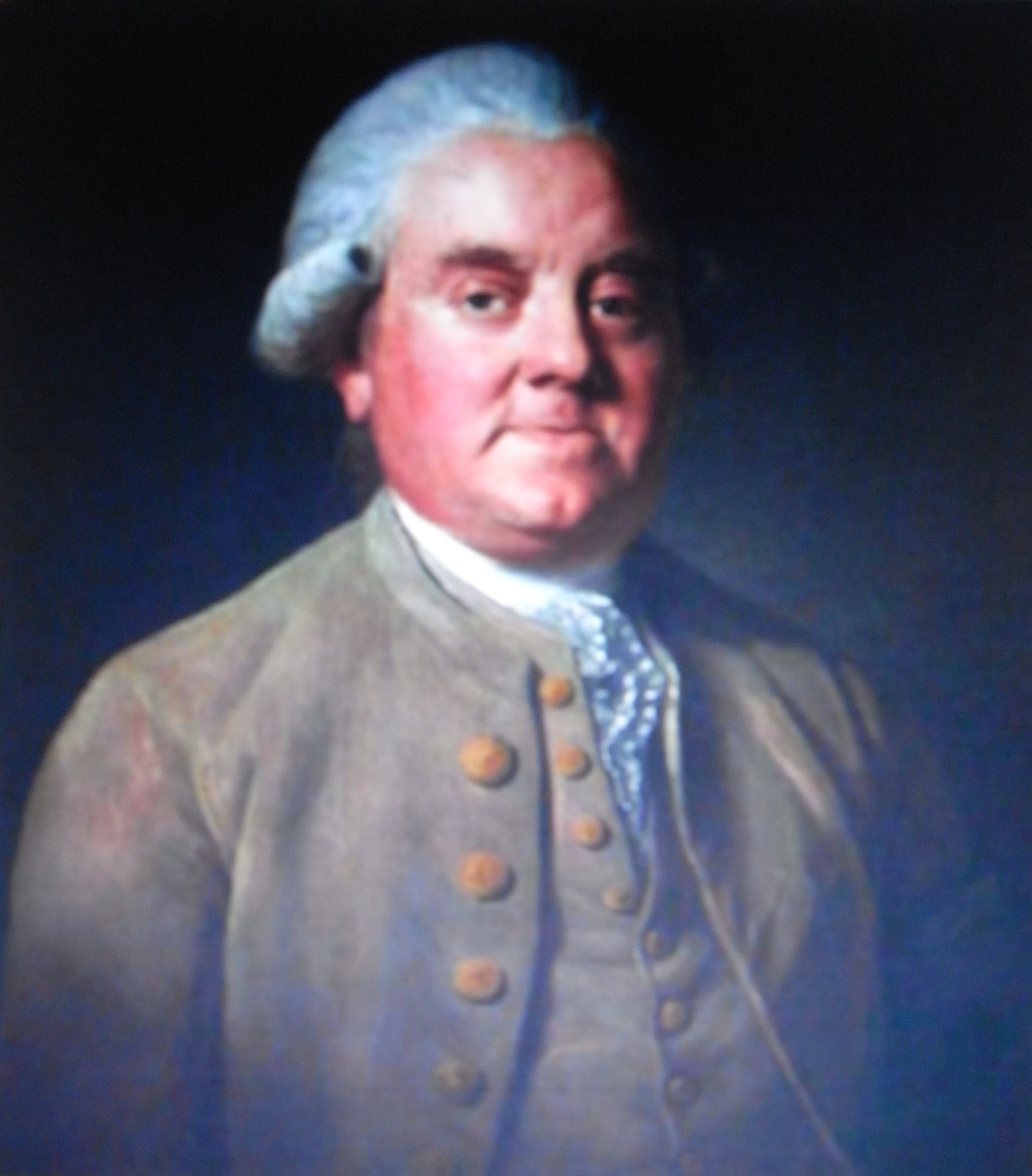
第一代从男爵罗伯特·帕尔克爵士肖像（約1780年）

第一代从男爵罗伯特·帕尔克爵士（英語：Sir Robert Palk, 1st Baronet，1717年12月—1798年4月29日），英国东印度公司的一名官员，曾任馬德拉斯省总督。在英国，他于1767年和1774年至1787年担任阿什伯顿议员，1768年至1774年担任瓦勒姆议员。

## 促销
1749年初，圣大卫堡的牧师弗朗西斯·福特斯公开侮辱了罗伯特·克莱夫，导致他被解雇，由罗伯特·帕尔克接替。这一重要的提拔导致了关于帕尔克比其他牧师资历的分歧。1750年10月，帕尔克驶往孟买，打算辞去职务，到东印度公司寻求正式工作。然而，事情得到了解决，1751年3月，他被重新启用，并回到圣大卫堡。就在这个时候，帕尔克结识了斯特林格·劳伦斯，此后他们一直是终身的朋友。
罗伯特·克莱夫是东印度公司的一名军官，后来成为孟加拉的总督。他来到印度时几乎一贫如洗，由于他的勤奋工作和对国王及东印度公司的奉献，他得到了导师斯特林格·劳伦斯的赏识，获得了许多机会。他后来成为第一代普拉斯西的克莱夫男爵，在印度赚取的财富比帕尔克或斯特林格·劳伦斯梦寐以求的还要多。
1752年，罗伯特·帕尔克被任命为劳伦斯军队的「军饷总管和战地小卖部」。这一丰厚的职位。1754年1月，帕尔克和亨利·范西塔特被任命与控制印度大部分地区的法国人讨论和平解决的条件。一年后，双方达成了和解。帕尔克在马德拉斯的同事罗伯特·奥姆（Robert Orme）当时指出：「帕尔克早已放弃了历史和神学的研究，而积极投入到马德拉斯的英国人的当代事务中去了。」
帕尔克开始积累了一笔小财富，这主要是由于斯特林格·劳伦斯向他提出了利润丰厚的交易，但公司的董事们很快就指示帕尔克将自己的精力限制在宗教职责上。这让帕尔克很不满意，于是他回到了英国。他放弃了自己的教士誓言，于1761年2月7日与安妮·范西塔特（?－1788年）结婚，她是亨利·范西塔特的妹妹，亨利·范西塔特是他在印度的富有和受人尊敬的同事，他的家在伯克郡的肖特斯布鲁克公园。
在回到英国的时候，东印度公司在印度遇到了各种贸易困难。在公司的伦敦总部，在讨论谁能解决这个问题的时候，一个成员宣布：「先生们，你们忘了，我们有帕尔克在家里。」成员们异口同声地回答说：「就是这个人！」于是，罗伯特·帕尔克于1761年10月回到印度，并应邀在公司理事会任职。他被任命为财务委员会成员，还担任出口仓库管理员。
1763年11月，乔治·皮戈特辞职后，帕尔克得以担任馬德拉斯省总督一职。凭借新获得的权力，帕尔克更深入地进入贸易世界，一直扩大他的个人财富。
1767年1月，年仅50岁的帕尔克最终离开了印度，回国后受到了英王乔治三世和宫廷大臣的欢迎。然而，回到英国并不是他与印度交往的终点。他为许多和他一样到印度打算发财的人提供介绍和赞助。

## 议会选举
罗伯特·帕尔克在1767年担任瓦勒姆的阿什伯顿议员，1768年至1774年（由于时任陆军大臣的卡拉夫特的影响），1774年至1787年再次担任阿什伯顿的议员 ，他的弟弟沃尔特·帕尔克也曾担任阿什伯顿的议员。尽管他先是住在托尔坎，后来又住在埃克塞特附近的Haldon House，但他继续参与阿什伯顿教区的活动，在那里他拥有土地，并为教区教堂提供了一架新的风琴。
罗伯特·帕尔克对政治事务非常感兴趣，特别是有关印度和英国东印度公司的事务，主要支持政府。帕尔克是保守党人，但对1773年诺斯勋爵为规范东印度公司而颁布的法案表示不满。